# Laihia
Laihia (in svedese Laihela) è un comune finlandese di 7817 abitanti, situato nella regione dell'Ostrobotnia.

## Società

### Lingue e dialetti
Il finlandese è l'unica lingua ufficiale di Laihia.
| %     | Ripartizione linguistica (gruppi principali) |
| ----- | -------------------------------------------- |
| 1,1%  | madrelingua svedese                          |
| 98,0% | madrelingua finlandese                       |